# Конде лез Ерпи
Конде лез Ерпи (фр. Condé-lès-Herpy) насеље је и општина у североисточној Француској у региону Шампањ-Арден, у департману Ардени која припада префектури Ретел.
По подацима из 2011. године у општини је живело 209 становника, а густина насељености је износила 18,1 становника/km². Општина се простире на површини од 11,55 km². Налази се на средњој надморској висини од 76 метара.

## Демографија
| 1962. | 1968. | 1975. | 1982. | 1990. | 1999. | 2011. |
| ----- | ----- | ----- | ----- | ----- | ----- | ----- |
| 126   | 137   | 118   | 139   | 172   | 159   | 209   |

График промене броја становника у току последњих година